# Mac McCallion
Warrick Lee "Mac" McCallion (Manurewa, 26 luglio 1950 – Manurewa, 14 marzo 2018) è stato un rugbista a 15 e allenatore di rugby a 15 neozelandese.

## Biografia
McCallion prestò servizio nel reggimento di fanteria reale dell'esercito della Nuova Zelanda, la New Zealand Army, durante la guerra del Vietnam.
All'età di 17 anni, avendo mentito sulla sua età per arruolarsi, era membro dell'unità segreta Faceless 26 Ghost Unit della New Zealand Special Air Service.
Dopo la guerra, giocò per il club provinciale Counties Manukau dal 1976 al 1980, venendo selezionato otto volte nei New Zealand Māori alla fine degli anni settanta, nel 1978 e nel 1979.
Terminata l'attività di giocatore, si dedico a quella di allenatore rimando nel club d'origine. Fu nominato per due volte "Allenatore neozelandese dell'anno" nel 1996 e nel 1997, per il suo lavoro come allenatore delle Counties in National Provincial Championship.
Dal 1996 al 1999 fu assistente allenatore di Graham Henry agli Auckland Blues e, durante i quattro anni all'interno dello staff tecnico del club, vide la squadra raggiungere tre finali consecutive di Super 12 e vincere il campionato in due occasioni nel 1997 e nel 1998.
Nel 2000 arriva in Italia al Viadana, in qualità di assistente allenatore di Franco Bernini; l'anno successivo il club si laurea Campione d'Italia per la prima volta nella sua storia vincendo il Super 10. McCallion è costretto ad abbandonare il club viadanese nel mese di marzo, a causa della chiamata da parte della Federazione figiana che lo nomina C.T. della Nazionale. Porta le Figi alla qualificazione alla Coppa del Mondo 2003, dove non riesce ad accedere i quarti di finale a causa della sconfitta per 20 a 22 nel match decisivo contro la Scozia.
Rassegna le dimissioni lo stesso anno, citando la sua frustrazione per la mancanza di considerazione per la nazione del Pacifico, dimenticata dalle federazioni più potenti del rugby internazionale.
McCallion è morto a Manurewa il 14 marzo 2018, dopo una lunga battaglia contro il cancro. Lascia la moglie Suzie e i due figli Dion e Zeb.

## Palmarès

### Allenatore
- Pacific Tri-Nations: 1
Figi: 2002